# بيير لايغل
بيير لايغل (بالفرنسية: Pierre Laigle)‏ (9 سبتمبر 1970 في نور با دو كاليه) لاعب كرة قدم فرنسي يلعب حاليا في نادي سانت بريست الهاوي في مركز الوسط .
بدأ مسيرته الرياضية في نادي لنس ثم قرر الاحتراف خارج فرنسا حيث انتقل إلى نادي سامبدوريا الإيطالي ثم عاد إلى فرنسا وانضم إلى نادي ليون واستطاع أن يساهم في حصول الفريق على بطولة كأس الدوري الفرنسي 2001 وبطولة دوري الدرجة الأولى 2002 . وبعد تحقيق البطولة الأخيرة قرر الانتقال إلى نادي مونبلييه ثم إلى نادي سانت بريست من سنة 2005 .
شارك في 8 مباريات دولية مع منتخب فرنسا مسجلا هدفين في الفترة من 1996 إلى 1997 .

## روابط خارجية
- بيير لايغل على موقع قاعدة بيانات كرة القدم.إي يو (الإنجليزية)
- بيير لايغل على موقع ليكيب (الفرنسية)
- بيير لايغل على موقع ناشيونال فوتبول تيمز (الإنجليزية)
- بيير لايغل على موقع عالم كرة القدم.نت (الإنجليزية)